# オロチジン5'-一リン酸
オロチジン5'-一リン酸（オロチジン5'-いちリンさん、英: Orotidine 5'-monophosphate）は、オロチジル酸とも呼ばれており、ウリジン一リン酸の生合成の最終中間体であるピリミジンヌクレオチドである。
ヒトにおいてはウリジン一リン酸合成酵素がオロチジン5'-一リン酸をウリジン一リン酸に変換する。もしウリジン一リン酸の合成に障害が起こるとオロト酸尿症が発症する。